# Rancho Texas Park
Le Rancho Texas Park est un parc zoologique espagnol situé dans l'archipel des Canaries, sur l'île de Lanzarote, à Puerto del Carmen. Le parc est conçu sur le thème du Texas, en référence à la fondation de San Antonio, seconde ville de cet État, par les colons de Lanzarote. Il est la propriété de son fondateur, Nicolás López Ramírez.
Il comprend notamment, depuis novembre 2016, l'un des quatre delphinariums de l'archipel, où sont présentés quatre grands dauphins. Parmi les autres animaux sauvages se trouvent des tigres blancs, des bisons d'Amérique du Nord, des pumas, des otaries de Californie, des otaries à crinière, des dragons de Komodo, des crocodiles du Nil, des tortues géantes des Seychelles, des perroquets et des rapaces. Le parc présente également de nombreux animaux domestiques.
Il n'est pas membre de l'Association européenne des zoos et aquariums (EAZA).